# هیسپانیکا
هیسپانیکا (نام علمی: Ramburiella hispanica) نوعی ملخ است که در سال ۱۸۳۸ میلادی به وسیله رمبور (Rambur) توصیف علمی شد. تا به حال هیچ زیر گونه‌ای از این گونه ثبت نشده است.